# Deadgirl
Deadgirl is een Amerikaanse horrorfilm uit 2008 onder regie van Marcel Sarmiento en Gadi Harel.

## Verhaal
Vrienden Rickie en JT zijn adolescenten van eenvoudige komaf met weinig aanzien op hun school, zeker niet bij hun vrouwelijke medeleerlingen. Rickie is verliefd op Joann, met wie hij in zijn kindertijd bevriend was. Zij ziet hem alleen amper nog staan. Ze beweegt zich inmiddels in populairdere kringen. Haar vriend Johnny maakt daar wel onderdeel van uit. JT vindt dat Rickie een kansloze droom najaagt.
Rickie en JT besluiten op een middag om te spijbelen. Met een paar blikjes bier op zak breken ze een verlaten psychiatrisch ziekenhuis binnen, om te drinken en zich te misdragen. Daarbij treffen ze in de kelder een deur aan die vastgeroest is, maar niet op slot zit. Met vereende krachten duwen ze hem open. Hierdoor komen ze in een kamer waarin een vrouw op een tafel ligt, onder een plastic zeil. Haar handen en voeten zitten vastgeketend. Tot hun verrassing blijkt ze nog te ademen. Rickie vindt dat ze de politie moeten alarmeren en die het verder maar uit moet zoeken. JT wil seks hebben met de vrouw en hun vondst stilhouden, zodat ze er gebruik van kunnen blijven maken. Rickie wil hier niets van weten en vertrekt, maar bewaart hun geheim.
De volgende dag haalt JT zijn vriend over om nog eens naar de verlaten kliniek te komen. Er is iets dat Rickie met eigen ogen moet zien, vindt hij. Nadat Rickie aankomt, schiet JT meermaals op de vrouw, die dat probleemloos overleeft. JT legt uit dat hij drie keer geprobeerd heeft om haar te doden, onder meer door haar nek te breken. Tevergeefs. De vrouw kan blijkbaar niet dood. Praten kan ze ook niet. JT waarschuwt om niet te dicht bij haar gezicht te komen: de vrouw bijt naar alles wat daarbij in de buurt komt.
De eerstvolgende keer dat Rickie de vrouw opzoekt, is niet alleen JT al bij haar, maar ook hun vriend Wheeler. Hij ligt bovenop haar, misbruikt haar eveneens. JT ziet de hele situatie als hún kans om dingen doen met een vrouw die andere meisjes nooit met jongens zoals zij zullen doen. Rickie blijft weigeren deel te nemen. Hij droomt in plaats daarvan door over Joann.
Tijdens een gymles op school vraagt Rickie Joann tevergeefs mee uit. Die middags komt Johnny samen met zijn vriend Dwyer daar verhaal voor halen. Ze slaan zowel Rickie als Wheeler in elkaar. De laatste schreeuwt Johnny toe dat ze zijn meisje helemaal niet nodig hebben, omdat ze er zelf een hebben die te allen tijde tot alles bereid is. Johnny dwingt de twee om dat te bewijzen en Dwyer en hem naar de vrouw te brengen. JT blijkt al aanwezig in de kelder. Hij daagt Johnny en Dwyer uit om gebruik te maken van de vrouw. Dwyer ziet daar wel wat in en gaat over tot actie. Johnny sputtert tegen dat hij niet na Dwyer gaat. Rickie stelt hem voor om de vrouw in haar mond te nemen. Johnny laat zich overhalen. De vrouw bijt hem. 
De volgende dag voelt Johnny zich steeds zieker worden. Hij rent een les uit, naar het toilet. Daar barsten zijn ingewanden achterlangs uit zijn lichaam. Johnny blijft 'ondood' achter, net als de vrouw. JT concludeert dat de toestand van de vrouw een infectieziekte is. Hieruit leidt hij af dat Wheeler en hij een nieuwe, verse ' deadgirl ' kunnen maken door haar een andere vrouw te laten bijten. Hun eerste poging om iemand te ontvoeren mislukt, maar dan benadert Joann ze om opheldering te eisen over Johnny's toestand. JT stelt haar voor om die met eigen ogen te komen bekijken, waardoor ze vrijwillig meegaat naar de verlaten kliniek.
Rickie wil een einde maken aan de situatie en gaat met een machete naar de kelder. Daar ontdekt hij Joann, vastgebonden aan de vrouw. JT probeert Rickie ervan te overtuigen dat hij Joann zo toch kan hebben. Wheeler betast haar. Rickie waarschuwt hem meermaals daarmee te stoppen en hakt dan Wheelers hand eraf. In de tussentijd worstelt Joann ongemerkt de touwen om de polsen van de vrouw los. Eenmaal vrij stort die zich woest op Wheeler en JT. Ricky probeert met Joann te vluchten. Ze rennen samen de trap op, maar krijgen de deur naar buiten niet open. Rickie draagt Joann op te wachten terwijl hij een andere uitgang zoekt. Weer beneden komt hij oog in oog te staan met de losgebroken vrouw. Die aarzelt even, loopt hem dan omver en breekt door de deuropening heen, naar buiten. Ricky kijkt haar na en ziet dat Joann daar niet meer staat. Zij verschijnt in plaats daarvan vlak voor hem met een diepe wond in haar rug. JT heeft haar gestoken. Hij stelt Rickie voor om haar te bijten. Hij is immers geïnfecteerd door de vrouw en kan de infectie nu zelf ook doorgeven. Het zou Joann onsterfelijk maken. Rickie keert zich naar Joann om te zeggen dat hij van haar houdt en haar zal redden. Ze reageert beledigend en kleinerend.

### Epiloog
Het is een zonnige dag. Rickie loopt met een glimlach op zijn gezicht naar het verlaten psychiatrisch ziekenhuis. In de kelder ligt Joann in haar ondergoed, vastgebonden op bed. Haar ogen verraden dat ze niet meer sterfelijk is.

## Rolverdeling
- Shiloh Fernandez - Rickie
- Noah Segan - JT
- Candice Accola - Joann
- Eric Podnar - Wheeler
- Jenny Spain - Deadgirl
- Andrew DiPalma - Johnny
- Nolan Gerard Funk - Dwyer
- Michael Bowen - Clint